# Briouze
Briouze és un municipi francès situat al departament de l'Orne i a la regió de Normandia. L'any 2007 tenia 1.600 habitants.

## Demografia

### Població
El 2007 la població de fet de Briouze era de 1.600 persones. Hi havia 705 famílies de les quals 279 eren unipersonals (125 homes vivint sols i 154 dones vivint soles), 243 parelles sense fills, 130 parelles amb fills i 53 famílies monoparentals amb fills.
La població ha evolucionat segons el següent gràfic:
Habitants censats

### Habitatges
El 2007 hi havia 810 habitatges, 723 eren l'habitatge principal de la família, 26 eren segones residències i 60 estaven desocupats. 673 eren cases i 137 eren apartaments. Dels 723 habitatges principals, 427 estaven ocupats pels seus propietaris, 287 estaven llogats i ocupats pels llogaters i 9 estaven cedits a títol gratuït; 14 tenien una cambra, 66 en tenien dues, 148 en tenien tres, 241 en tenien quatre i 255 en tenien cinc o més. 466 habitatges disposaven pel capbaix d'una plaça de pàrquing. A 394 habitatges hi havia un automòbil i a 223 n'hi havia dos o més.

### Piràmide de població
La piràmide de població per edats i sexe el 2009 era:
| Homes | Edats   | Dones |
| ----- | ------- | ----- |
| 0     | 95 o +  | 8     |
| 12    | 90 a 94 | 16    |
| 8     | 85 a 89 | 60    |
| 12    | 80 a 84 | 24    |
| 20    | 75 a 79 | 40    |
| 48    | 70 a 74 | 64    |
| 64    | 65 a 69 | 76    |
| 28    | 60 a 64 | 56    |
| 48    | 55 a 59 | 32    |
| 36    | 50 a 54 | 52    |
| 52    | 45 a 49 | 32    |
| 56    | 40 a 44 | 60    |
| 60    | 35 a 39 | 40    |
| 60    | 30 a 34 | 56    |
| 36    | 25 a 29 | 52    |
| 40    | 20 a 24 | 32    |
| 68    | 15 a 19 | 24    |
| 28    | 10 a 14 | 44    |
| 48    | 5 a 9   | 40    |
| 32    | 0 a 4   | 52    |

## Economia
El 2007 la població en edat de treballar era de 843 persones, 609 eren actives i 234 eren inactives. De les 609 persones actives 548 estaven ocupades (286 homes i 262 dones) i 60 estaven aturades (29 homes i 31 dones). De les 234 persones inactives 100 estaven jubilades, 69 estaven estudiant i 65 estaven classificades com a «altres inactius».

### Ingressos
El 2009 a Briouze hi havia 704 unitats fiscals que integraven 1.483 persones, la mediana anual d'ingressos fiscals per persona era de 15.321 €.

### Activitats econòmiques
Dels 103 establiments que hi havia el 2007, 2 eren d'empreses extractives, 3 d'empreses alimentàries, 3 d'empreses de fabricació d'altres productes industrials, 12 d'empreses de construcció, 24 d'empreses de comerç i reparació d'automòbils, 11 d'empreses de transport, 8 d'empreses d'hostatgeria i restauració, 7 d'empreses financeres, 3 d'empreses immobiliàries, 10 d'empreses de serveis, 12 d'entitats de l'administració pública i 8 d'empreses classificades com a «altres activitats de serveis».
Dels 38 establiments de servei als particulars que hi havia el 2009, 1 era una oficina d'administració d'Hisenda pública, 1 gendarmeria, 1 oficina de correu, 5 oficines bancàries, 1 funerària, 2 tallers de reparació d'automòbils i de material agrícola, 1 autoescola, 2 paletes, 1 guixaire pintor, 4 fusteries, 2 lampisteries, 1 electricista, 1 empresa de construcció, 4 perruqueries, 5 veterinaris, 3 restaurants, 2 agències immobiliàries i 1 saló de bellesa.
Dels 15 establiments comercials que hi havia el 2009, 1 era un hipermercat, 1 un supermercat, 1 una botiga de més de 120 m², 2 fleques, 2 carnisseries, 1 una botiga d'equipament de la llar, 2 botigues d'electrodomèstics, 1 una botiga de mobles, 1 una botiga de material de revestiment de parets i terra, 1 una perfumeria i 2 floristeries.
L'any 2000 a Briouze hi havia 34 explotacions agrícoles que ocupaven un total de 728 hectàrees.

## Equipaments sanitaris i escolars
El 2009 hi havia 1 farmàcia i 1 ambulància.
El 2009 hi havia 1 escola maternal i 2 escoles elementals. Briouze disposava de 2 col·legis d'educació secundària amb 213 alumnes.

## Poblacions més properes
El següent diagrama mostra les poblacions més properes.